# Miguel Vences
Miguel Vences (Köln, 1969. április 24.– ) német herpetológus. Kutatásainak központjában Madagaszkár hüllői és kétéltűi állnak. Diplomáját a bonni Rheinische Friedrich-Wilhelms Egyetemen szerezte, majd a Braunschweigi Műszaki Egyetemen kapott állást. Zoológiai szakmunkákban nevének rövidítése: „Vences”.

## Élete
Vences 1979–1988 között a kölni Schiller Gimnáziumba járt, ahol érettségizett. A rákövetkező évben a Kölni Egyetemen kezdett biológiát tanulni. Itt ismerte meg Frank Glaw-t, akivel hallgatóként vettek részt első madagaszkári terepkutatásaikon. Diplomája megszerzése után, 1993-ban a Bonni Egyetemen folytatta tanulmányait. Itt szerezte meg PhD fokozatát is 2000-ben. Szakdolgozatában a madagaszkári valódi békafélék (Ranoidea) fejlődéstörténetével foglalkozott. 
Később a párizsi Természetrajzi Múzeumban dolgozott 2001-ig, majd visszatért Németországba a Konstanzi Egyetemre. 2002-ben az Amszterdami Egyetemen és az Amszterdami Zoológiai Múzeumban dolgozott adjunktusként. 2005-ben professzori állást kapott Braunschweigi Műszaki Egyetemen, ahol  a mai napig fejlődésbiológiával foglalkozik. 2013-ban a Berlin-Brandenburg Tudományos Akadémia tagjává választották.

## Tudományos munkája

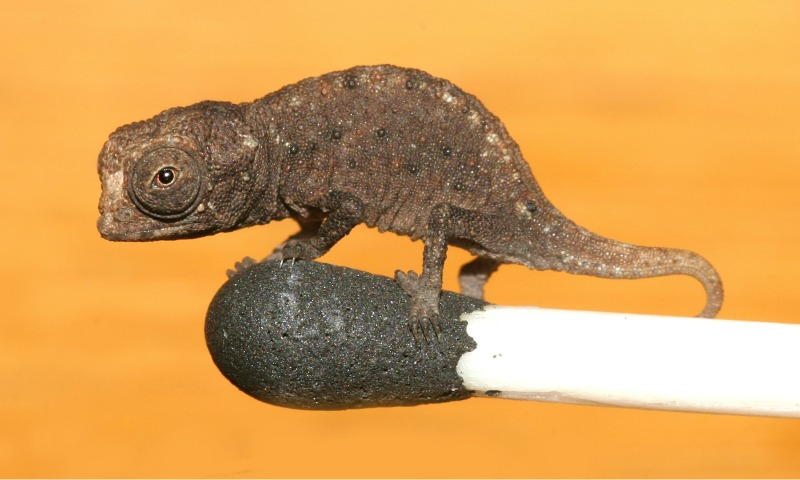
Brookesia micra, az általa és Glaw által leírt számos faj egyike

Vences kutatásainak központjában Madagaszkár hüllői és kétéltűi állnak. Munkáját Frank Glaw-val együtt végzi; ketten együtt több mint 100 új békafajt, számos kígyófajt, kaméleonfajt és más hüllőt írtak le. 1992-ben jelentették meg Madagaszkár hüllőinek és kétéltűinek első átfogó határozó könyvét, számos új taxon leírásával, és jelentősen kibővített, hüllőkkel foglalkozó fejezettel. 2007-ben jelent meg a könyv harmadik kiadása, amely nem írt le új fajokat, viszont több mint 100 ismeretlen faj színes fényképét és rövid leírását tartalmazta. Az utóbbi években Vences körülbelül évi húsz publikáció társszerzője, melyek témája a biogeográfia, a kétéltűek betegségei, a populációgenetika, az evolúció, a fajképződés és a rendszertan.

## A róla elnevezett taxonok
- Calumma vencesi Andreone, Mattioli, Jesu & Randrianirina, 2001
- Eimeria vencesi Modry, Daszak, Volf, Vesley, Ball & Koudela, 2001
- Hydrothelphusa vencesi Cumberlidge, Marijnissen & Thompson, 2007

## Az általa leírt fajok
- Aglyptodactylus laticeps Glaw, Vences, & Böhme, 1998
- Aglyptodactylus securifer Glaw, Vences, & Böhme, 1998
- Amphiglossus meva Miralles, Raselimanana, Rakotomalala, Vences & Vieites, 2011
- Anodonthyla emilei Vences, Glaw, Köhler, & Wollenberg, 2010
- Anodonthyla jeanbai Vences, Glaw, Köhler, & Wollenberg, 2010
- Anodonthyla moramora Glaw & Vences, 2005
- Anodonthyla nigrigularis Glaw & Vences, 1992
- Anodonthyla theoi Vences, Glaw, Köhler, & Wollenberg, 2010
- Anodonthyla vallani Vences, Glaw, Köhler, & Wollenberg, 2010
- Blaesodactylus ambonihazo Bauer, Glaw, Gehring & Vences, 2011
- Blommersia angolafa Andreone, Rosa, Noël, Crottini, Vences, & Raxworthy, 2010
- Blommersia dejongi Vences, Köhler, Pabjian, & Glaw, 2010
- Blommersia galani Vences, Köhler, Pabjian, & Glaw, 2010
- Blommersia kely (Glaw & Vences, 1994)
- Blommersia sarotra (Glaw & Vences, 2002)
- Boehmantis Glaw & Vences, 2006
- Boophinae Vences & Glaw, 2001
- Boophis andreonei Glaw & Vences, 1994
- Boophis arcanus Glaw, Köhler, De la Riva, Vieites, & Vences, 2010
- Boophis axelmeyeri Vences, Andreone, & Vieites, 2005
- Boophis baetkei Köhler, Glaw, & Vences, 2008
- Boophis blommersae Glaw & Vences, 1994
- Boophis boehmei Glaw & Vences, 1992
- Boophis bottae Vences & Glaw, 2002
- Boophis burgeri Glaw & Vences, 1994
- Boophis calcaratus Vallan, Vences, & Glaw, 2010
- Boophis englaenderi Glaw & Vences, 1994
- Boophis entingae Glaw, Köhler, De la Riva, Vieites, & Vences, 2010
- Boophis feonnyala Glaw, Vences, Andreone, & Vallan, 2001
- Boophis haematopus Glaw, Vences, Andreone, & Vallan, 2001
- Boophis haingana Glaw, Köhler, De la Riva, Vieites, & Vences, 2010
- Boophis jaegeri Glaw & Vences, 1992
- Boophis liami Vallan, Vences, & Glaw, 2003
- Boophis lilianae Köhler, Glaw, & Vences, 2008
- Boophis luciae Glaw, Köhler, De la Riva, Vieites, & Vences, 2010
- Boophis marojezensis Glaw & Vences, 1994
- Boophis miadana Glaw, Köhler, De la Riva, Vieites, & Vences, 2010
- Boophis occidentalis Glaw & Vences, 1994
- Boophis picturatus Glaw, Vences, Andreone, & Vallan, 2001
- Boophis piperatus Glaw, Köhler, De la Riva, Vieites, & Vences, 2010
- Boophis praedictus Glaw, Köhler, De la Riva, Vieites, & Vences, 2010
- Boophis pyrrhus Glaw, Vences, Andreone, & Vallan, 2001
- Boophis quasiboehmei Vences, Köhler, Crottini, & Glaw, 2010
- Boophis roseipalmatus Glaw, Köhler, De la Riva, Vieites, & Vences, 2010
- Boophis rufioculis Glaw & Vences, 1997
- Boophis sambirano Vences & Glaw, 2005
- Boophis sandrae Glaw, Köhler, De la Riva, Vieites, & Vences, 2010
- Boophis schuboeae Glaw & Vences, 2002
- Boophis septentrionalis Glaw & Vences, 1994
- Boophis solomaso Vallan, Vences, & Glaw, 2003
- Boophis spinophis Glaw, Köhler, De la Riva, Vieites, & Vences, 2010
- Boophis tampoka Köhler, Glaw, & Vences, 2008
- Boophis tasymena Vences & Glaw, 2002
- Boophis tsilomaro Vences, Andreone, Glos, & Glaw, 2010
- Boophis ulftunni Wollenberg, Andreone, Glaw, & Vences, 2008
- Boophis vittatus Glaw, Vences, Andreone, & Vallan, 2001
- Boophis xerophilus Glaw & Vences, 1997
- Brookesia confidens Glaw, Köhler, Townsend & Vences, 2012
- Brookesia desperata Glaw, Köhler, Townsend & Vences, 2012
- Brookesia micra Glaw, Köhler, Townsend & Vences, 2012
- Brookesia tristis Glaw, Köhler, Townsend & Vences, 2012
- Calumma tarzan Gehring, Pabijan, Ratsoavina, Köhler, Vences & Glaw, 2010
- Calumma vohibola Gehring, Ratsoavina, Vences & Glaw, 2011
- Cophyla berara Vences, Andreone, & Glaw, 2005
- Cophyla occultans (Glaw & Vences, 1992)
- Furcifer timoni Glaw, Köhler & Vences, 2009
- Gephyromantis ambohitra (Vences & Glaw, 2001)
- Gephyromantis cornutus (Glaw & Vences, 1992)
- Gephyromantis corvus (Glaw & Vences, 1994)
- Gephyromantis enki (Glaw & Vences, 2002)
- Gephyromantis moseri (Glaw & Vences, 2002)
- Gephyromantis rivicola (Vences, Glaw, & Andreone, 1997)
- Gephyromantis runewsweeki Vences & De la Riva, 2007
- Gephyromantis salegy (Andreone, Aprea, Vences, & Odierna, 2003)
- Gephyromantis schilfi (Glaw & Vences, 2000)
- Gephyromantis silvanus (Vences, Glaw, & Andreone, 1997)
- Gephyromantis striatus (Vences, Glaw, Andreone, Jesu, & Schimmenti, 2002)
- Gephyromantis tandroka (Glaw & Vences, 2001)
- Gephyromantis thelenae (Glaw & Vences, 1994)
- Gephyromantis tschenki (Glaw & Vences, 2001)
- Gephyromantis zavona (Vences, Andreone, Glaw, & Randrianirina, 2003)
- Guibemantis kathrinae (Glaw, Vences, & Gossmann, 2000)
- Guibemantis timidus (Vences & Glaw, 2005)
- Heterixalus andrakata Glaw & Vences, 1991
- Heterixalus carbonei Vences, Glaw, Jesu, & Schimmenti, 2000
- Heterixalus punctatus Glaw & Vences, 1994
- Heteroliodon fohy Glaw, Vences & Nussbaum, 2005
- Laliostoma Glaw, Vences, & Böhme, 1998
- Laliostominae Vences & Glaw, 2001
- Liophidium maintikibo Franzen, Jones, Raselimanana, Nagy, C’cruze, Glaw & Vences, 2009
- Liophidium pattoni Vieites, Ratsoavina, Randrianiaina, Nagy, Glaw & Vences, 2010
- Liopholidophis dimorphus Glaw, Nagy, Franzen & Vences, 2007
- Lygodactylus roavolana Puente, Glaw, Vieites & Vences, 2009
- Madascincus arenicola Miralles, Köhler, Glaw & Vences, 2011
- Mantella bernhardi Vences, Glaw, Peyrieras, Böhme, & Busse, 1994
- Mantella manery Vences, Glaw, & Böhme, 1999
- Mantidactylus charlotteae Vences & Glaw, 2004
- Mantidactylus zipperi Vences & Glaw, 2004
- Mantidactylus zolitschka Glaw & Vences, 2004
- Paracontias fasika Köhler, Vences, Erbacher & Glaw, 2010
- Paracontias kankana Köhler, Vieites, Glaw, Kaffenberger & Vences, 2009
- Paracontias vermisaurus Miralles, Köhler, Vieites, Glaw & Vences, 2011
- Paradoxophyla tiarano Andreone, Aprea, Odierna, & Vences, 2006
- Paroedura lohatsara Glaw, Vences & Schmidt, 2001
- Phelsuma borai Glaw, Köhler & Vences, 2009
- Phelsuma gouldi Crottini, Gehring, Glaw, Harris, Lima & Vences, 2011
- Phelsuma roesleri Glaw, Gehring, Köhler, Franzen & Vences, 2010
- Plethodontohyla guentheri Glaw & Vences, 2007
- Plethodontohyla mihanika Vences, Raxworthy, Nussbaum, & Glaw, 2003
- Rhombophryne coronata (Vences & Glaw, 2003)
- Rhombophryne mangabensis Glaw, Köhler, & Vences, 2010
- Rhombophryne matavy D'Cruze, Köhler, Vences, & Glaw, 2010
- Scaphiophryne boribory Vences, Raxworthy, Nussbaum, & Glaw, 2003
- Scaphiophryne menabensis Glos, Glaw, & Vences, 2005
- Spinomantis brunae (Andreone, Glaw, Vences, & Vallan, 1998)
- Spinomantis fimbriatus (Glaw & Vences, 1994)
- Spinomantis massi (Glaw & Vences, 1994)
- Spinomantis phantasticus (Glaw & Vences, 1997)
- Stumpffia be Köhler, Vences, D'Cruze, & Glaw, 2010
- Stumpffia gimmeli Glaw & Vences, 1992
- Stumpffia hara Köhler, Vences, D'Cruze, & Glaw, 2010
- Stumpffia megsoni Köhler, Vences, D'Cruze, & Glaw, 2010
- Stumpffia pygmaea Vences & Glaw, 1991
- Stumpffia staffordi Köhler, Vences, D'Cruze, & Glaw, 2010
- Stumpffia tetradactyla Vences & Glaw, 1991
- Thamnosophis martae (Glaw, Franzen & Vences, 2005)
- Thamnosophis mavotenda Glaw, Nagy, Köhler, Franzen & Vences, 2009
- Tsingymantis antitra Glaw, Hoegg, & Vences, 2006
- Tsingymantis Glaw, Hoegg, & Vences, 2006
- Uroplatus finiavana Ratsoavina, Louis Jr., Crottini, Randrianiaina, Glaw & Vences, 2011
- Wakea madinika (Vences, Andreone, Glaw, & Mattioli, 2002)
- Wakea Glaw & Vences, 2006